# 부안군·김제군
부안군·김제군은 대한민국의 옛 국회의원 선거구이다. 당시 전라북도 부안군과 김제군 지역을 관할했다.

## 역사
대한민국 제11대 국회의원 선거를 앞두고 전라북도 지역의 선거구가 개편되면서 정읍군·김제군 선거구에 속해 있던 김제군, 고창군·부안군 선거구에 속해 있던 부안군을 묶은 선거구로 신설되었다.
제13대 국회의원 선거를 앞두고 부안군 선거구와 김제군 선거구로 분리되면서 폐지되었다.

## 역대 국회의원
| 선거   | 정당 | 정당       | 1위 의원 | 정당 | 정당       | 2위 의원 |
| ------ | ---- | ---------- | -------- | ---- | ---------- | -------- |
| 1981년 |      | 민주정의당 | 조상래   |      | 민주한국당 | 김진배   |
| 1985년 |      | 신한민주당 | 최락도   |      | 민주정의당 | 조상래   |

## 역대 선거 결과

### 대한민국 제11대 국회의원 선거
|  | 28.91% |

|  | 22.57% |

|  | 22.05% |

|  | 12.96% |

|  | 7.59% |

|  | 3.45% |

|  | 2.43% |

### 대한민국 제12대 국회의원 선거
|  | 27.29% |

|  | 26.64% |

|  | 18.09% |

|  | 15.33% |

|  | 12.63% |